# Station Bogatka
Station Bogatka is een spoorwegstation in de Poolse plaats Bogatka.